# Palmový cukr

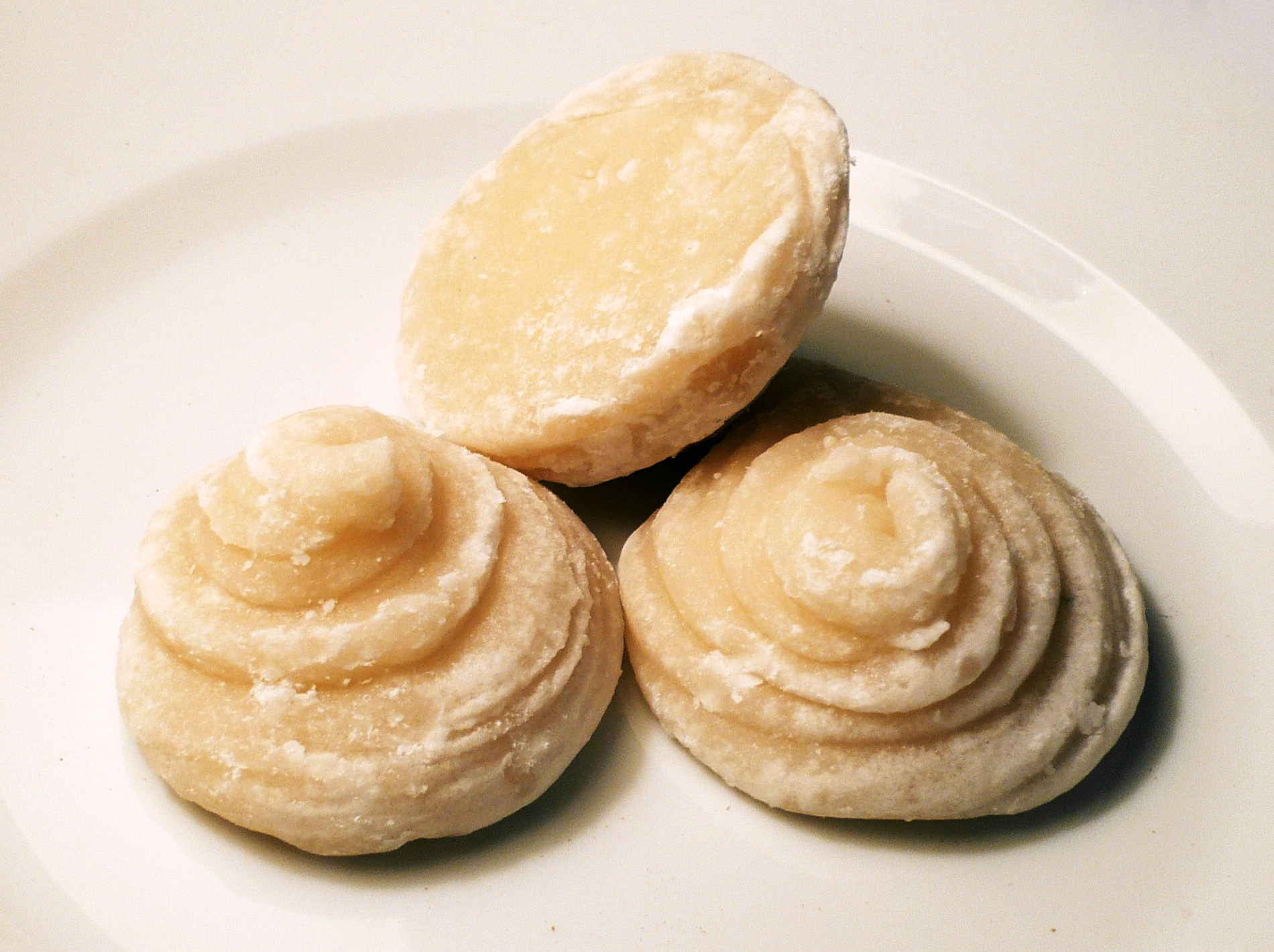
Palmový cukr

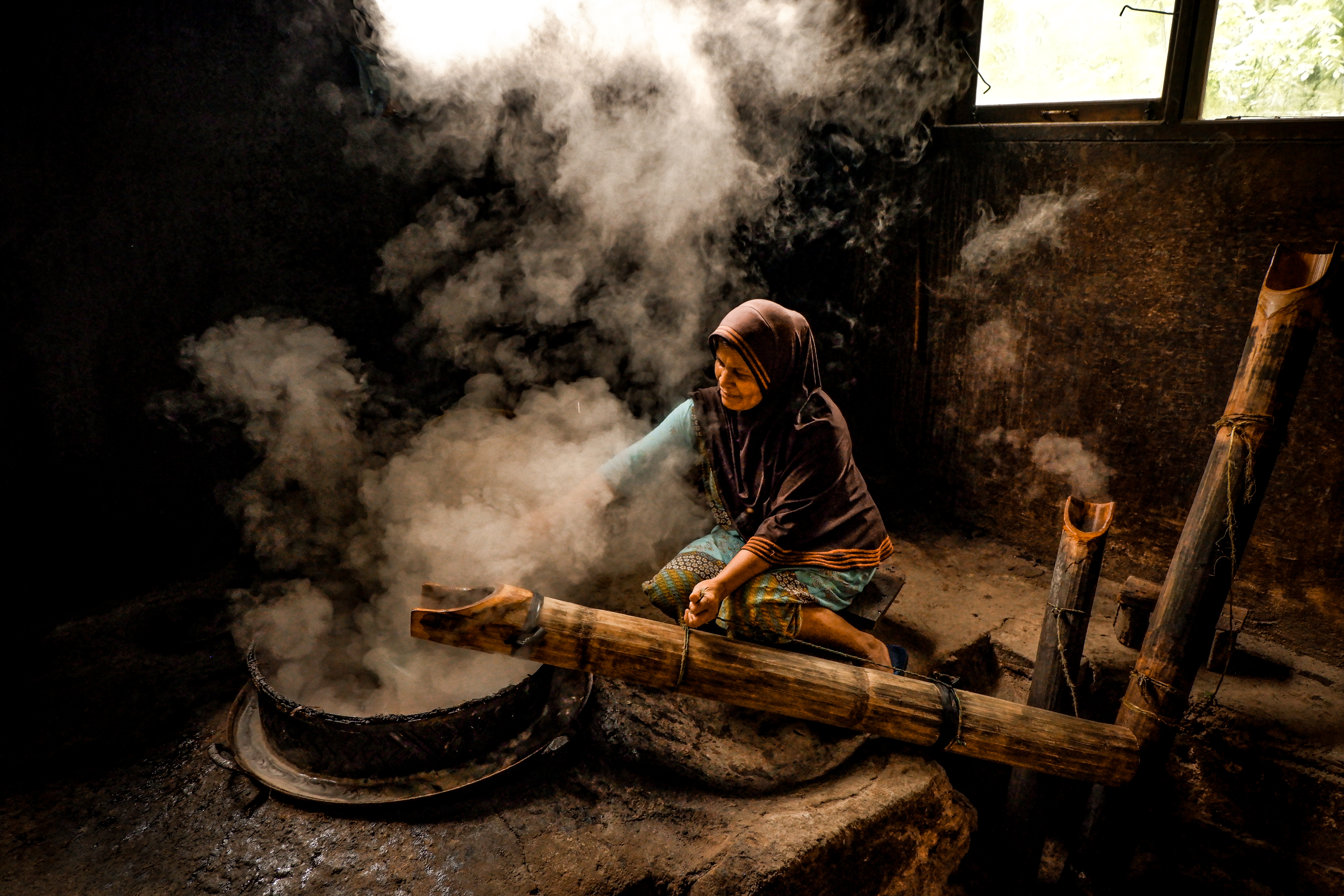
Vaření palmové mízy k výrobě tradičního palmového cukru, vesnice ve státě Malakka, Malajsie

Palmový cukr je sladidlo získané z palmy. Mezi tyto palmy patří nypa cukrodárná (Nypa fruticans), Arenga pinnata, lontar vějířovitý (Borassus flabellifer), Phoenix sylvestris, Metroxylon sagu či kokosovník ořechoplodý. Zatímco cukry z různých palem mohou mít mírně odlišné složení, všechny se zpracovávají podobně.

## Výroba a použití
Palmový cukr se vyrábí vařením nasbírané mízy, dokud nezhoustne. Vařená míza může být prodávána jako palmový sirup. Ten se prodává v lahvích nebo plechovkách a má tendenci časem houstnout a krystalizovat. Uvařenou mízu lze také nechat ztuhnout a prodávat jako cihly nebo koláčky. Palmový cukr může mít barvu od zlatohnědé po tmavě hnědou nebo téměř černou, jako v případě indonéské guly.
Palmový cukr se používá do sladkých i slaných jídel v Asii, na Středním východě a v severní Africe. Vyrábí se také v Jižní Americe či Karibiku.

## Místní varianty
Palmový cukr je známý pod mnoha názvy a existuje mnoho jeho variant v závislosti na použité palmě, způsobu výroby či lokalitě, ve které vznikl. V Indonésii je známý jako gula jawa (jávský cukr) a v Malajsii jako gula melaka (malakánský cukr). Palmový cukr z kokosovníku se v Indonésii nazývá gula jawa či gula merah (červený cukr). Dalším typem je gula are, který odkazuje na palmový cukr vyráběný z mízy poupat palmy Arenga pinnata.
Gula melaka je druh palmového cukru vyráběného z mízy poupat kokosové plamy nebo méně běžně z poupat jiných palem. Do pupenu se vyřízne několik štěrbin a pod nimi se přiváže nádoba, do které se sbírá míza. Míza se pak vaří, dokud nezhoustne. Dále se míza nalije do bambusových trubiček dlouhých 8 až 10 centimetrů, ve kterých se nechá ztuhnout.